# Dunne krulbol

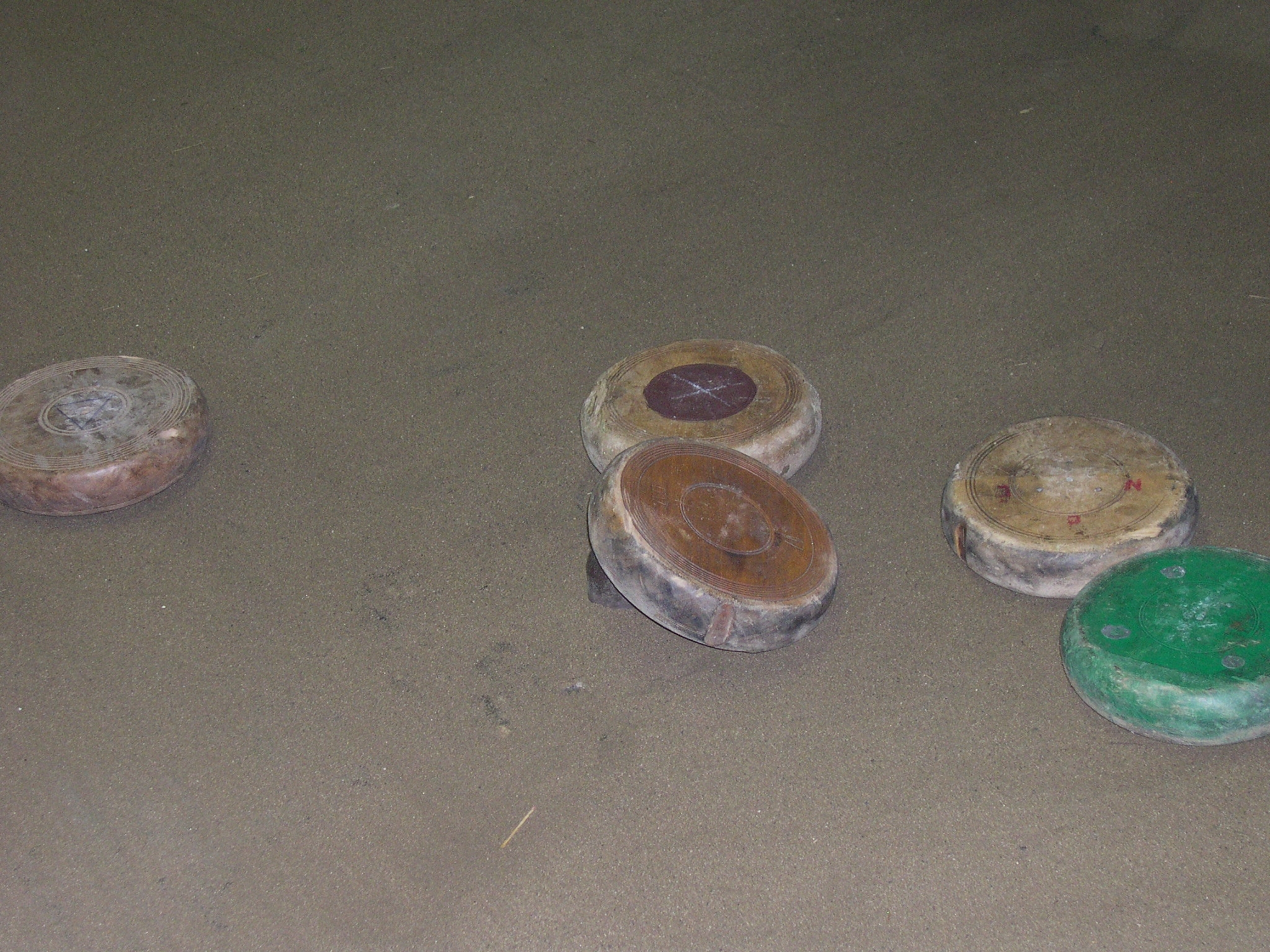
Dunne krulbol

Dunne krulbol is een variant op het krulbolspel waarin met bollen gespeeld wordt die maar half zo dik zijn als die bij dikke krulbol. Deze sport wordt steeds in een kooi gespeeld omdat er gevaar is voor wegschietende bollen.

## Geschiedenis
Over de geschiedenis van de dunne krulbol zelf is weinig bekend. Het is wel bekend dat het spelen met de bol een eeuwenoud tijdverdrijf is. Daarvan getuigen randversieringen in miniatuurboeken en verbodsbepalingen uit de veertiende en vijftiende eeuw. Om welk bolspel het gaat is daarbij moeilijk uit te maken. Een beelddocument uit 1650 is echter wel duidelijk. Enkele mannen spelen er aan de Scheldeoever te Antwerpen dunne krulbol. In de geschreven bronnen daarna wordt steeds gesproken van bollen of over een rollebaan, zonder daarbij aan te geven over welk spel het precies gaat. Maar men mag er met zekerheid van uitgaan dat krulbol al die tijd is blijven bestaan en een ruimer verspreidingsgebied kende dan nu. De aanduiding "krulbol" duikt op aan het einde van 19de eeuw. Het is ook in die periode dat de eerste boldersmaatschappijen worden opgericht. Dunne krulbol wordt vooral gespeeld in de streek ten zuidwesten van Gent. Ten noordwesten van Gent vindt men meer de gewone of dikke krulbol. De volkssport heeft echter aan populariteit ingeboet en het aantal clubs is tegenwoordig maar beperkt meer.

## Spel en materiaal
De dunne krulbol is maar half zo dik als de dikke krulbol en ook platter. Ze weegt slechts 1,2 kg, wat het richten moeilijker maakt en dus heel wat precisie vraagt. De dunne krulbol is zo gemaakt dat wanneer men ze rolt, de bol een bijna spiraalvormige baan naar de staak maakt.
De dunne krulbol is vervaardigd uit notelaar of rode beuk (haagbeuk) en bevat een inkeping voor de wijsvinger om de bol draaisnelheid mee te geven. De afmetingen van een dunne krulbolbaan variëren qua lengte tussen 7 en 8,5 m en qua breedte tussen 5 en 7 m. De stek waarnaar gebold wordt, is gemaakt van hout of kunststof en steekt slechts enkele centimeter boven de grond uit.

## Wedstrijd
Een dunne krulboller vertrekt met zijn hiel tegen de staak en neemt van daaruit de gewenste houding aan. De voorman gaat op en probeert zijn bol zo dicht mogelijk bij de staak aan de overzijde te bollen. De voorman van de tegenstander heeft dan de keuze: dichter bollen of schieten als de andere bol dicht bij de staak ligt. Wanneer hij schiet, lanceert hij de bol met kracht naar de bol van de tegenstander om die weg te schieten. De bol moet daarbij blijven rollen. Bij het schieten vliegen de bollen soms alle kanten uit, vandaar dat er steeds in een kooi gebold wordt. Dan gaat de beurt over naar de ploeg van wie de bol het verst van de staak ligt. Als alle spelers aan de beurt zijn geweest, wordt per bol die korter bij de staak ligt dan de dichtstbijzijnde van de tegenpartij 1 punt geteld.
Dode bollen (bollen die de omheining geraakt hebben) worden uit het spel genomen. Wie eerst 20 punten haalt, wint de partij. De meeste wedstrijden zijn voor ploegen van twee personen. Er wordt echter ook van één tegen één tot vier tegen vier gebold.
Terwijl bij dikke krulbol het motto "kijkers zijn zwijgers" hoog in het vaandel gedragen wordt, heerst er bij de dunne krulbol steeds heel wat sfeer op de baan. Het uitdagen van andere spelers of discussiëren met de ploegmaat(s) zijn er schering en inslag.